# Tokyo monogatari
Tokyo monogatari (東京物語 Toukyou monogatari) (Truyện kể Tokyo) là một bộ phim Nhật Bản của đạo diễn Ozu Yasujiro công chiếu lần đầu năm 1953. Bộ phim nói về câu chuyện của một cặp vợ chồng già lên Tokyo thăm các con để rồi phát hiện ra rằng họ không thể dành nhiều thời gian quan tâm tới hai người. Tokyo monogatari có sự tham gia của hầu hết các diễn viên quen thuộc trong phim Ozu như Ryu Chishu, Higashiyama Chieko hay Hara Setsuko. Bộ phim được coi là một trong những tác phẩm xuất sắc nhất của đạo diễn Yasujiro Ozu nói riêng và điện ảnh thế giới nói chung.

## Nội dung
Phim nói về chuyến đi thăm Tokyo của một cặp vợ chồng ở vào cái tuổi gần đất xa trời. Ý định ban đầu của ông bà là thăm gia đình của con trai cả, người làm cả nhà tự hào vì làm nghề bác sĩ, cùng con gái, một chủ tiệm làm đầu, cả hai đều đã lập gia đình và sống khá ổn định. Tuy nhiên cặp vợ chồng già nhanh chóng nhận ra rằng cuộc viếng thăm của họ chỉ khiến con cháu khó chịu còn anh con trai cả hóa ra chỉ là một bác sĩ khu phố bình thường. Lấy lý do bận bịu chăm sóc khách hàng và bệnh nhân, con trai cả và con gái ông bà quyết định đẩy bố mẹ tới khu suối nước nóng Atami, nơi ông bà nhanh chóng phải quay về Tokyo vì không chịu nổi sự ồn ào của nhà nghỉ. Người duy nhất đối xử chân thành và tình cảm với hai vợ chồng ở Tokyo hóa ra lại là vợ góa của con trai thứ ông bà, người đã qua đời trong Chiến tranh thế giới thứ hai.

## Diễn viên
- Ryu Chishu vai người cha Hirayama Shukishi
- Higashiyama Chieko vai người mẹ Hirayama Tomi
- Hara Setsuko vai người con dâu Noriko
- Sugimura Haruko vai chị hai Shige
- Yamamura Sō vai con trai cả Koichi
- Miyake Kuniko vai Fumiko, vợ của Koichi
- Kagawa Kyōko vai con gái út Kyoko

## Nhận xét
Tokyo monogatari nằm trong bộ ba phim về gia đình của đạo diễn Ozu là Banshun (晩春, Xuân muộn), Tokyo monogatari và Bakushu (麦秋, Hè sớm). Cả ba đều nói về đề tài quan hệ trong gia đình giữa bố mẹ với con cái, giữa các anh chị em và giữa vợ với chồng. Dàn diễn viên của cả ba bộ phim hầu như không thay đổi với những diễn viên được yêu thích của đạo diễn như Ryu Chishu, Hara Setsuko hay Sugimura Haruko. Tokyo monogatari có cốt truyện bình dị và có nhịp độ chậm rãi theo đúng phong cách của Ozu. Trong phim đạo diễn hầu như chỉ sử dụng các góc quay tĩnh và có độ cao trung bình, một góc máy đặc trưng của Ozu, thoại của phim cũng giản dị, đời thường và không bao giờ bị cắt ngang giữa chừng. Tuy có phong cách quay và nội dung giản dị nhưng Tokyo monogatari vẫn mang ý nghĩa rất sâu sắc, theo Roger Ebert thì dù đã ra đời hơn nửa thế kỷ nhưng những suy nghĩ trong Tokyo monogatari vẫn luôn chân thực đối với quan hệ gia đình hiện đại..
Trong cuộc bầu chọn của tạp chí Sight and Sound, Tokyo monogatari đã hai lần đứng trong danh sách 10 phim hay nhất mọi thời đại (thứ 3 năm 1992 và thứ 5 năm 2002, tạp chí Time cũng đưa phim vào danh sách All-TIME 100 Movies. Rất nhiều nhà phê bình điện ảnh cũng xếp phim trong nhóm những phim hay nhất mọi thời đại.